# Wismes
Wismes (ndl.: „Wijme“) ist eine französische Gemeinde mit 503 Einwohnern (Stand 1. Januar 2022) im Département Pas-de-Calais in der Region Hauts-de-France. Sie gehört zum Arrondissement  Saint-Omer und zum Kanton Lumbres.
Ortsteile von Wismes sind Cantemerle, Fourdebecques, Marival, Rietz-Mottu, Saint-Pierre-Wismes und Salvecques.
Die Gemeinde gehört zum Regionalen Naturpark Caps et Marais d’Opale. Nachbargemeinden von Wismes sind Affringues (ndl.: „Hafferdingen“) im Norden, Elnes (ndl.: „Elne“) im Nordosten, Wavrans-sur-l’Aa (ndl.: „Waverant aan de Aa“) im Osten, Merck-Saint-Liévin im Südosten, Thiembronne (ndl.: „Teenbronne“) im Süden, Vaudringhem (ndl.: „Woudringem“) im Südwesten und Nielles-lès-Bléquin (ndl.: „Nieles“) im Nordwesten.

## Bevölkerungsentwicklung
| Jahr      | 1962 | 1968 | 1975 | 1982 | 1990 | 1999 | 2007 |
| Einwohner | 458  | 446  | 435  | 449  | 497  | 525  | 511  |

## Sehenswürdigkeiten
- Kirche Saint-André, Monument historique
- Kirche Saint-Pierre